# Kościół poewangelicki w Srebrnej Górze
Kościół poewangelicki w Srebrnej Górze – była świątynia protestancka znajdująca się we wsi Srebrna Góra, w województwie dolnośląskim. 

## Historia
Pierwotna świątynia stojąca w tym miejscu została zbudowana w latach 1578-1592 i spłonęła w 1633 roku. W 1659 roku kościół odbudowano i dodano wieżę. Świątynia została ponownie zniszczona w 1807 roku, w czasie oblężenia miasta. Nowy kościół wzniesiono w tym samym miejscu, w latach 1816-1831, w roku 1858 wyremontowano wieżę. W 1945 roku budowla została uszkodzona i w latach późniejszych nie była użytkowana.
Decyzją wojewódzkiego konserwatora zabytków z dnia 11 października 1966 roku kościół został wpisany do rejestru zabytków. W 1970 roku budynek został zaadaptowany na hotel turystyczny z zachowaniem ścian zewnętrznych. W latach 2006–2007 dzięki staraniom gminy Stoszowice, kościół został zaadaptowany na salę teatralną. W tym celu rozebrano ściany wewnętrzne i stropy między kondygnacjami. Od tej pory w dawnej świątyni odbywają się imprezy kulturalne.

## Architektura
Klasycystyczna budowla jest wzniesiona na planie rozbudowanego prostokąta. Do bryły od zachodu dostawiona jest smukła wieża zwieńczona hełmem z prześwitem. W wieży jest portal z datą 1816.